# Partia Odrodzenia (Ukraina)
Partia Odrodzenia (ukr. Партія «Відродження») – ukraińska partia polityczna.

## Historia
Ugrupowanie powstało w 2004 jako projekt polityczny Heorhija Kirpy, ministra transportu w rządzie Wiktora Janukowycza. Ugrupowanie wspierało urzędującego premiera w wyborach prezydenckich w 2004. 27 grudnia 2004, po wygranej Wiktora Juszczenki, Heorhij Kirpa został znaleziony martwy w swoim domu pod Kijowem. W wyniku śledztwa uznano, że popełnił samobójstwo. Na czele partii stanął Serhij Demydenko. Struktury partii zostały przejęte przez grupę deputowanych IV kadencji (m.in. były zięć Łeonida Kuczmy Ihor Franczuk, Anton Kisse i Ołeksandr Kuźmuk), którzy powołali w Radzie Najwyższej frakcję poselską. Ugrupowanie wystartowało w wyborach parlamentarnych w 2006, otrzymując niespełna 1% głosów i nie przekraczając wyborczego progu.
W kolejnych latach partia nie wykazywała jakiejkolwiek aktywności. Zarejestrowała się w 2014 w wyborach parlamentarnych w okręgu krajowym, uzyskując niecałe 0,2% głosów. W 2015 Partia Odrodzenia ponownie została przejęta przez grupę posłów, którzy w parlamencie powołali frakcję Odrodzenia. Na czele partii stanął Wiktor Bondar, a jednym z liderów został Witalij Chomutynnik. W wyborach samorządowych w 2015 ugrupowanie wprowadziło swoich przedstawicieli do blisko 10 rad obwodowych, a jego kandydaci zostali wybrani na merów m.in. Charkowa i Użhorodu.